# Mettmann
Mettmann é uma cidade da Alemanha localizada no distrito de Mettmann, região administrativa de Düsseldorf, estado da Renânia do Norte-Vestfália.
O Museu Neandertal localiza-se na cidade e foi fundado em 1996, muito perto da localidade onde, em 1856, foram descobertos ossos de um neandertal. O museu recebe cerca de 160 mil visitantes por ano.